# Referendum sulla Monarchia in Grecia del 1946
Il 1º settembre 1946 si tenne in Grecia un referendum sul mantenimento della monarchia. La proposta fu approvata dal 68,4% dei votanti con un'affluenza dell'88,6%.

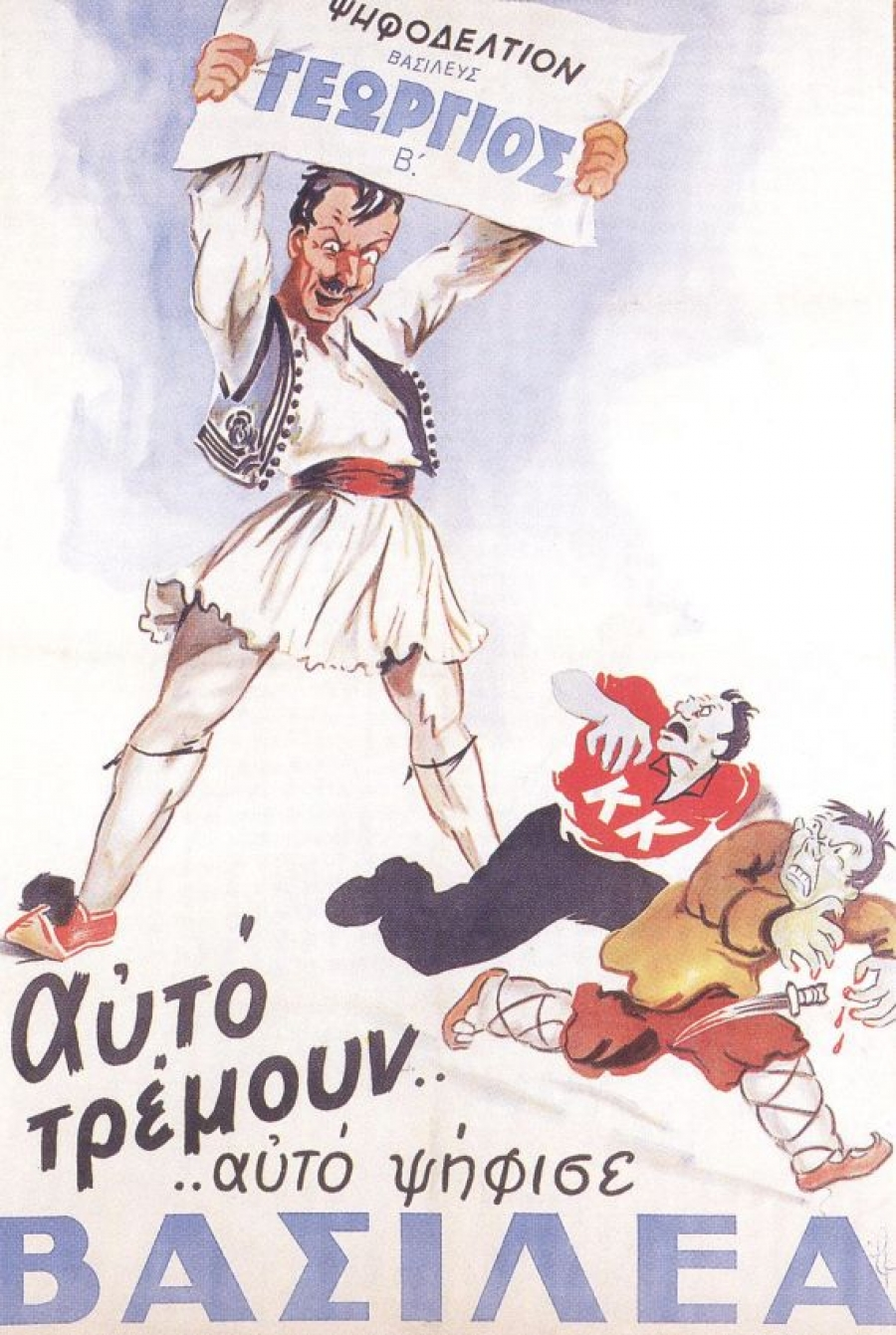
Manifesto anticomunista durante il referendum a favore di Giorgio II: "Questo è ciò che temono! Vota il Re!"

## Contesto
Il referendum sulla monarchia del paese fu il quarto dal 1920. Si erano appena svolte le elezioni parlamentari del 1946, in cui i partiti di destra ottennero un successo schiacciante. Il nuovo governo conservatore di Konstantinos Tsaldaris era favorevole a Giorgio II, ma ciò che influì maggiormente sul risultato fu l'atmosfera di imminente guerra civile. 
La guerra civile sconvolse la Grecia durante due periodi principali: prima tra il 1943 e il 1944 tra i partigiani EAM-ELAS dominati dai comunisti e i gruppi di resistenza di destra, e il governo greco riconosciuto a livello internazionale che era tornato dall'esilio nel novembre 1944 e poi nel 1946-1949. Il governo collaborazionista era crollato dopo che i tedeschi se ne erano andati e tutti i suoi leader erano stati arrestati. L'EAM/ELAS che controllava gran parte della campagna, si aspettava di subentrare quando si rese conto che Stalin aveva concesso la Grecia agli inglesi a Yalta. Ritenevano essenziale prendere il controllo della capitale e creare "fatti sul campo". L'EAM/ELAS superava nettamente le forze governative in numero e in armi e arrivò con un soffio al successo. Churchill si mosse rapidamente per trasferire due divisioni britanniche dall'Italia e dopo un mese di combattimenti sconfisse in modo decisivo i comunisti.
Il referendum ebbe luogo, dopo chele forze dell'EAM-ELAS furono sconfitte nella Dekemvriana. Sebbene avessero accettato di disarmarsi nel Trattato di Varkiza, nel gennaio 1945, consegnarono solo poche armi simboliche e si ritirarono nelle zone montuose della Grecia dove avevano un controllo effettivo. In rappresaglia per il Terrore Rosso, gruppi di destra, spesso con il tacito sostegno delle forze di sicurezza, perseguitarono i comunisti in aree non sotto il controllo comunista con il Terrore Bianco. Ciò approfondì il divario tra la sinistra e i partiti di centro e di destra, e polarizzò lo spettro politico in modo che i partiti di centro (che seguivano una politica più moderata ma anche più ambigua) persero parte del loro potere. Il Partito Comunista di Grecia boicottò sia le elezioni che il referendum e lanciò invece la seconda fase della guerra civile. Impedì qualsiasi voto nelle aree che controllavano. Giorgio II simboleggiava l'unità delle forze anticomuniste, il che spiega in parte la percentuale di voti a suo favore. I conservatori, insieme al primo ministro Konstantinos Tsaldaris, lo sostennero, e i centristi erano divisi. Questi ultimi guardavano con disappunto Giorgio II e reagirono con disgusto alla ferocia dei comunisti. 
Il rapporto ufficiale della Missione alleata per l'osservazione delle elezioni greche [AMFOGE] riconobbe l'esistenza di brogli elettorali, nonostante il suo interesse acquisito a legittimare le elezioni: "Non c'è dubbio nelle nostre menti che il partito che rappresenta il punto di vista del governo abbia esercitato un'influenza indebita nell'assicurare voti a sostegno del ritorno del re." Il rapporto affermò tuttavia che senza tale influenza, la monarchia avrebbe comunque prevalso nelle elezioni.

## Risultati
| Scelta                        | Voti      | %    |
| ----------------------------- | --------- | ---- |
| A favore                      | 1.136.289 | 68,4 |
| Contro                        | 524.771   | 31.6 |
| Voti non validi/bianchi       | 3.860     | –    |
| Totale                        | 1.664.920 | 100  |
| Elettori registrati/affluenza | 1.921.725 | 86.6 |
| Fonte: Nohlen & Stöver        |           |      |